# Folkelig Ortodoks Samling
Folkelig ortodoks samling (græsk: Laikos Orthodoxos Synagermos, LA.O.S) er et politisk parti i Grækenland. 
Partiet er nationalkonservativt, populistisk og EU-kritisk.
LA.O.S blev stiftet i år 2000 af den kontroversielle journalist Georgios Karatzaferis, der var blevet ekskluderet af Nyt demokrati.

## Parlamentsvalgene i 2012
Ved valget til det græske parlament den 6. maj 2012 fik partiet 2,90 procent af stemmerne. Dermed kom partiet under spærregrænsen på tre procent, og det mistede alle sine 15 pladser i parlamentet. 
Ved valget i juni 2012 fik partiet 97.099 stemmer. Dette svarer til 1,58 procent, og det var ikke nok til, at partiet kunne vende tilbage til parlamentet. 

## Tidligere parlamentsvalg
Ved valget til parlamentet i 2004 fik partiet 10 mandater. Dette voksede til 15 mandater ved valget i 2009. 

### Kortvarigt i regering
I november 2011 besluttede LA.O.S at støtte teknokratregeringen under Loukas Papademos. Denne regering var præget af ministre fra de to store partier (PASOK og Nyt demokrati). Allerede i februar 2012 trak LA.O.S sin støtte tilbage. 
Imidlertid blev  partiets eneste kabinetsminister Makis Voridis siddende. Han var minister for infrastruktur, transport og netværk. Få dage senere meldte Makis Voridis sig ind i Nyt demokrati. Den 17. februar 2012 overlod han sin plads i parlamentet til suppleanten fra LA.O.S.

## Andre valg
Ved de regionale valg i 2010 fik partiet 89 mandater i rådene for de græske  periferier. Desuden blev partiet repræsenteret i en række kommunalbestyrelser. 
Ved valget til Europa-Parlamentet i 2004 fik partiet 4,12 procent af stemmerne. Dette gav et mandat. Ved valget i 2009 voksede procenten til 7,15, og partiet fik to mandater. 